# مذبحة فاطمة
تشير مذبحة فاطمة إلى حادث وقع في يوم 20 أغسطس عام 1976 في قرية فاطمة ببوينس آيريس في الأرجنتين، حيث قُتِل 30 سجينًا مُخدّرين ومُعتقَلين على نحو غير قانوني رميًا بالرصاص، ثم فُجِرت جثثهم بالديناميت.
في 19 أغسطس 1976، تحركت مجموعة عسكرية إلى حاجز على الطريق 8، في حين حلقت طائرة فوق تلك المنطقة، بينما كانت هناك سيارة طراز «فورد فالكون» مشبوهة تجوب المنطقة. وبعد الساعة الرابعة بوقت قصير من صباح اليوم التالي، استيقظت قرية فاطمة الواقعة في إقليم بونيس آيريس على صوت انفجار مروع. وقبل وصول مواطني القرية إلى الموقع الذي صدر منه صوت انفجار إحدى الشاحنات، لم يجرؤ أحد على الذهاب هناك لاستطلاع ما حدث. ورأى العاملون في أحد أفران القرميد القريبة من الحادث منظرًا مروعًا؛ إذ عثروا على أشلاء بشرية متناثرة على مساحة مائة ياردة حول المكان. وعلى الفور، أقام الجنود سياجًا حول المنطقة، وأخذ المصورون الصحفيون يلتقطون الصور خلسةً. وجمع الجنود والموظفون المدنيون الأشلاء المتناثرة ليحملوها بعد ذلك في شاحنة تابعة لبلدية بيلار.
وذُكِر في تقارير الشرطة أن الضحايا كانوا ثلاثين فردًا، عشرة منهم سيدات وعشرون رجال، أغلبهم من الشباب، وبعضهم مراهقون. ولم يمكن التعرف على هوية أحد منهم، فيما عدا خمسة فقط. ودُفِنت جثث الضحايا الذين لم يتم التعرف عليهم كمجهولي الهوية في مقبرة ديركوي بتي، ثم أُخرِجوا بعد أعوام من ذلك التاريخ لمحاولة التعرف عليهم.
وبفضل العمل المميز لفريق الطب الشرعي الأرجنتيني، تم التمكن من التعرف على هوية إحدى عشرة ضحية أخرى. ويرجع الفضل في التعرف على إحدى أولئك الضحايا لاختصاصية علم الإنسان سوزانا بيدريني دي برونزيل، التي أُطلِق اسمها على أحد الشوارع في منتصف مدينة بيلار، وعلى وجه التحديد في الميدان الذي لا يبعد سوى بضعة أمتار عن خزان المياه.
وتم التمكن من التعرف على نصف الضحايا بواسطة العائلات والأصدقاء عن طريق عمل فريق الطب الشرعي الأرجنتيني.
إنيس نوسيتش، و
رامون إل فيليز، و
أنجيل أو ليفيا، و
ألبيرتو إي كوماس، و
كونراد ألزوجاراي، و
دانييل أرجنتي، و
جوزيف دي برونزيل، و
سوزانا بيدريني دي برونزيل، و
كارمين كارناجي، و
هايدي سيرولو دي كارناجي، و
نورما إس فونتيني، و
سيلما جيه أوكامبو، و
هوراسيو أو جارسيا جاستيلو، و
كارلوس راؤول بارجاس، و
راؤول ريكاردو هيريرا، و
خوان كارلوس فيرا.
وأُعيد فتح القضية، وقُدِم ستة من الضباط السابقين المسؤولين عن السجناء الفيدراليين للمحاكمة. وأُدين ألبانو هارجويندجوي كأحد المسؤولين عن المذبحة.
وفي يوم 11 يوليو عام 2008، أي بعد مرور أكثر من ثلاثة عقود على الحادث، حُكِم على اثنين من ضباط الشرطة الأرجنتينية السابقين بالسجن مدى الحياة.